# 斯庫拉季
50°56′31″N 29°5′17″E / 50.94194°N 29.08806°E
斯庫拉季（烏克蘭語：Скурати），是烏克蘭北部的村莊，隸屬日托米爾州的科羅斯滕區。該村始建於1547年，面積2.55平方公里，海拔高度167米，2001年人口338，人口密度每平方公里132.45人。